# Быхно, Алина Олеговна
Быхно Алина Олеговна (род. 27 мая 1999, Кривой Рог, Днепропетровская область) — украинская гимнастка. Мастер спорта Украины международного класса.

## Биография
Родилась 27 мая 1999 года в городе Кривой Рог Днепропетровской области.
Начала заниматься художественной гимнастикой в городе Кривой Рог. Первым тренером была Лагода Светлана Фёдоровна, в старшей группе — Скрипник Алла Николаевна.
Переехала в Белую Церковь в группу Гавренко Ларисы Викторовны и Краевской Инны Степановны.

## Спортивная карьера
- Чемпионат Европы 2018. Гвадалахара. Команда;
- Чемпионат Европы 2018. Гвадалахара. Упражнение с 5 булавами[2];
- II Европейские игры 2019. Минск. Упражнение с 3 обручами и 4 булавами[3].

## Награды
- Орден княгини Ольги 3-й степени (15 июля 2019) — за достижение высоких спортивных результатов ІІ Европейских играх в г. Минск (Республика Беларусь), проявленные самоотверженность и волю к победе, подъём международного авторитета Украины[4].